# Georg von Baudissin
Le comte Georg Traugott Emil Nicolaus Friedrich von Baudissin, né le 22 juillet 1910 à Langenau et mort le 27 décembre 1992 à Munich, est un diplomate allemand qui fut politologue et juriste.

## Biographie
Arpsè des études secondaires au lycée (Ratsgymnasium) de Bielefeld, Georg von Baudissin entreprend des études de Droit à Göttingen et Greifswald. Il est membre des corporations d'étudiants Corps Pomerania Greifswald à partir de 1928, et Kösener Corpslisten.
Il est officier de la Luftwaffe pendant la Seconde Guerre mondiale. Après un temps d'emprisonnement dans un camp de prisonniers tenu par les Britanniques, Baudissin devient avocat à Gütersloh et à Bielefeld. Il est nommé Stadtrechtsrat de cette dernière en 1948.
Le comte von Baudissien est nommé conseiller de légation en 1955 au ministère des Affaires étrangères (sous Brentano), puis conseiller d'ambassade de première classe en 1960. Il est alors au siège de l'OTAN à Paris et de 1961 à 1966 il est Labour-Advisor, c'est-à-dire conseiller juridique du dernier empereur d'Éthiopie, Hailé Sélassié.
Il retourne en Allemagne en 1967 et s'installe à Starnberg, puis à Munich en 1976. Il se spécialise en politologie sur les rapports Nord-Sud et fait partie, jusqu'en 1975, de l'institut allemand des affaires et de la sécurité internationales (Stiftung Wissenschaft und Politik), situé à Ebenhausen. Il travaille parallèlement comme avocat à Munich, jusqu'au milieu des années 1980 et fonde l'association des propriétaires de châteaux et domaines agricoles de Bavière.

## Source
- (de) Cet article est partiellement ou en totalité issu de l’article de Wikipédia en allemand intitulé « Georg Graf von Baudissin » (voir la liste des auteurs).